# Берое (стадион)
Стадион Берое — многофункциональный стадион в Стара Загоре, Болгария. Он расположен в северо-западной части города, недалеко от парка Аязмото. В настоящее время используется для проведения футбольных матчей и спортивных соревнований, а также является домашней ареной местного футбольного клуба ПФК Берое Стара Загора. Стадион вмещает 12 128 зрителей, и он был официально открыт 4 апреля 1959 года.
- Беговая дорожка стадиона соответствует всем требованиям IAAF для проведения международных соревнований.
- В октябре 2011 года была установлена новая система прожекторов и новое табло.
- Рекорд посещаемости стадиона составляет 42 000 человек, и он был достигнут в матче группы А между «Берое» и софийским «Левски» в 1972 году.

## Матчи национальной сборной проходившие на стадионе
2013 UEFA Euro U-17 Q
| Болгария      | 1 — 0 | Испания |
| ------------- | ----- | ------- |
| Ивайлов 40+2' |       |         |

Стадион Берое, Стара Загора
Посещаемость: 1500 человек
Судья: Михаэль Йохансен (Дания)
2015 UEFA Euro U-21 Q
| Болгария                       | 3 — 3 | Россия                     |
| ------------------------------ | ----- | -------------------------- |
| Велков 13' Чочев 37' Колев 66' |       | Базелюк 8', 56' Козлов 63' |

Стадион Берое, Стара Загора
Посещаемость: 1200 человек
Судья: Себастьян Колтеску (Румыния)
2015 UEFA Euro U-21 Q
| Болгария                 | 2 — 3 | Дания                            |
| ------------------------ | ----- | -------------------------------- |
| Иорданов 19' Гамаков 27' |       | Поульсен 8', 87' Вестергаард 53' |

Стадион Берое, Стара Загора
Посещаемость: 500
Судья: Уго Мигел (Португалия)
2015 UEFA Euro U-21 Q
| Болгария  | 1 — 5 | Словения                                               |
| --------- | ----- | ------------------------------------------------------ |
| Колев 28' |       | Пучко 24' Еленич 34' Бенидич 64' Братанович 74', 90+1' |

Стадион Берое, Стара Загора
Посещаемость: 500
Судья: Эли Хакмон (Израиль)
2015 UEFA European Under-17 Championship — Матч открытия
| Болгария | 0 — 2 | Хорватия                            |
| -------- | ----- | ----------------------------------- |
|          |       | Матко Бабич 52' Адриан Бличич 80+3' |

Стадион Берое, Стара Загора
Посещаемость: 10 640
Судья: Павел Рачковский (Польша)